# Delegación del Gobierno (España)

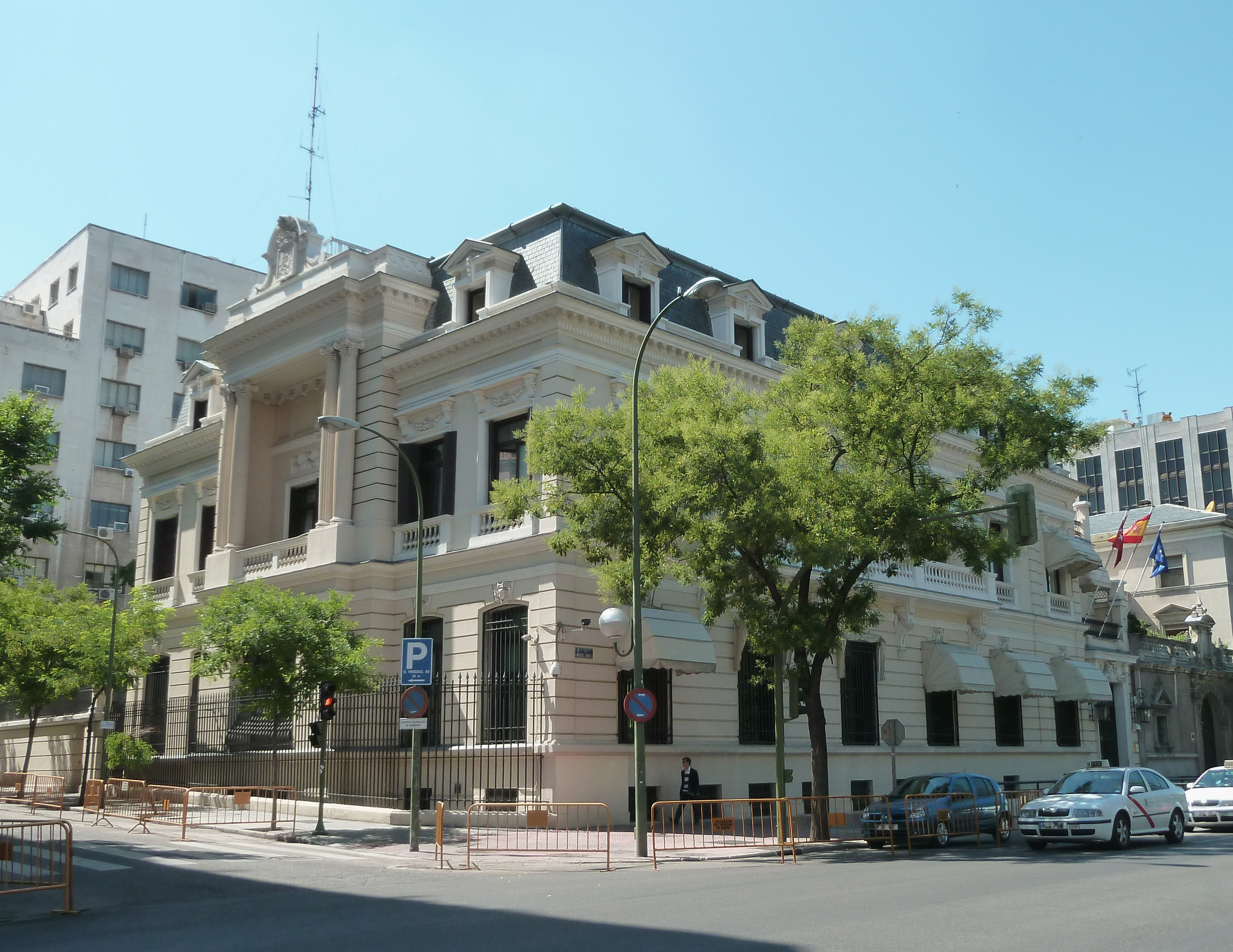
Sede de la Delegación del Gobierno en la Comunidad de Madrid (Madrid).

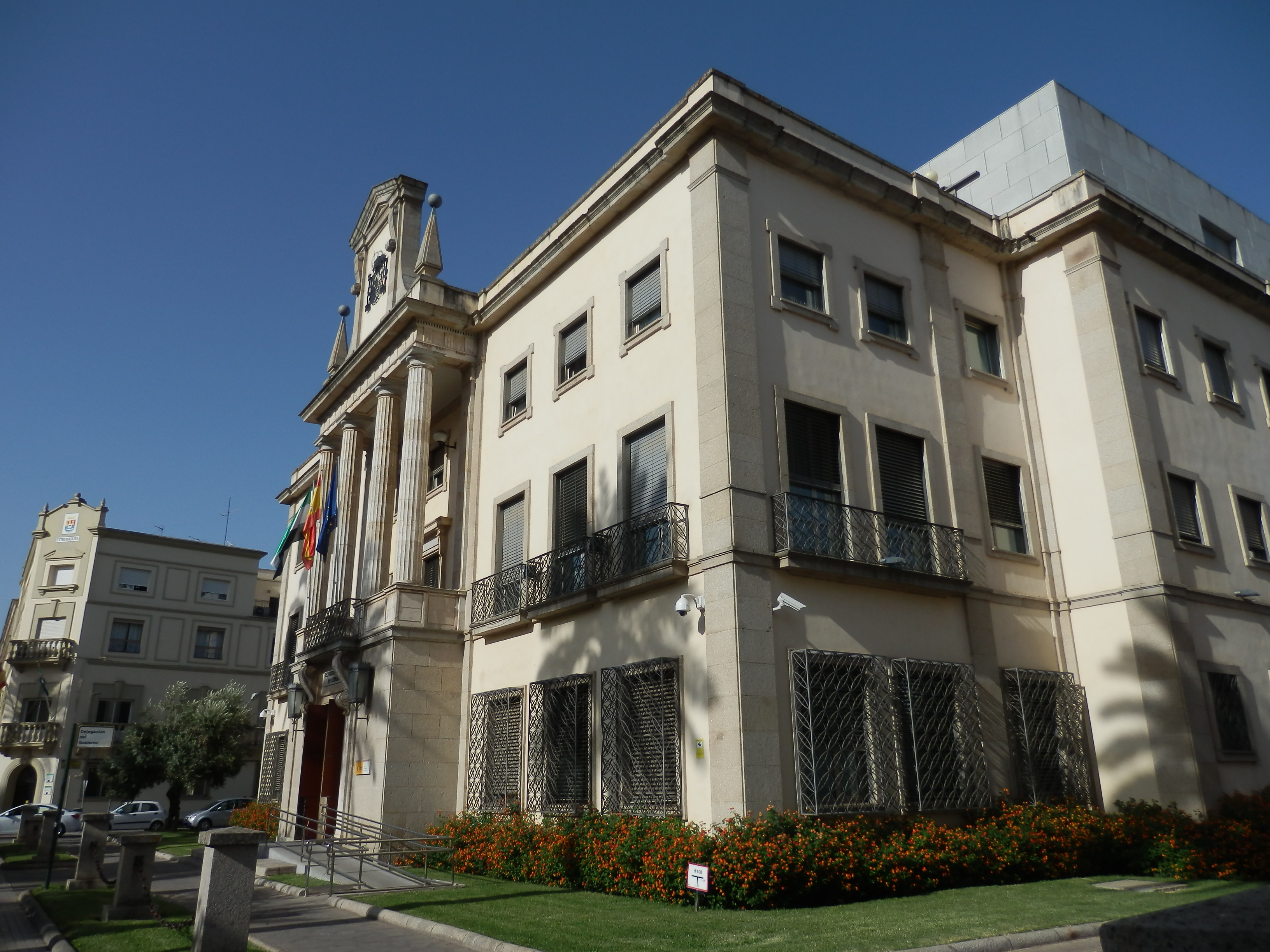
Sede de la Delegación del Gobierno en Extremadura (Badajoz).

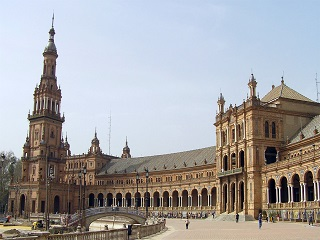
Sede de la Delegación del Gobierno en Andalucía (Sevilla).

Las delegaciones del Gobierno en la Administración pública de España, son órganos correspondientes a la organización periférica del Estado. Tienen carácter político, y sus titulares, que dependen orgánicamente del presidente del Gobierno y funcionalmente del Ministerio de Política Territorial; ostentan la condición de alto cargo al tener rango de subsecretarios. Sus funciones principales son las de representar al Gobierno en la comunidad o ciudad autónoma correspondiente, así como dirigir la Administración del Estado en el territorio autonómico y coordinarla con la administración propia de la autonomía en cuestión.
Según el artículo 154 de la Constitución española, un «delegado nombrado por el Gobierno dirigirá la Administración del Estado en el territorio de la Comunidad autónoma y la coordinará, cuando proceda, con la Administración propia de la Comunidad». Se regula en la Sección 2.ª del Capítulo III del Título I de la Ley 40/2015, de 1 de octubre, de Régimen Jurídico del Sector Público (LRJSP), artículos 72 y 73. Tiene competencias sobre dirección y coordinación de la Administración General del Estado y sus Organismos públicos, información de la acción del Gobierno e información a los ciudadanos, coordinación y colaboración con otras Administraciones Públicas, control de legalidad y políticas públicas, siempre en el ámbito de la respectiva comunidad autónoma.
Para el mejor cumplimiento de la función directiva y coordinadora de la Delegación del Gobierno se crea en cada una de las comunidades autónomas pluriprovinciales una comisión territorial de asistencia al delegado del Gobierno, presidida por el delegado del Gobierno e integrada por los subdelegados del Gobierno en las provincias comprendidas en el territorio de esta; en las Islas Baleares y Canarias se integrarán además los directores insulares.
Los delegados del Gobierno dependen de la Presidencia del Gobierno y corresponde al ministerio competente en materia de Administraciones Públicas (en 2024, el Ministerio de Política Territorial y Memoria Democrática) dictar las instrucciones precisas para la correcta coordinación de la Administración General de Estado en el territorio y al Ministro del Interior, en el ámbito de las competencias del Estado, impartir las necesarias en materia de libertades públicas y seguridad ciudadana. Todo ello se entiende sin perjuicio de la competencia de los demás ministerios para dictar las instrucciones relativas a sus respectivas áreas de responsabilidad.
Los delegados del Gobierno son nombrados y separados por real decreto del Consejo de Ministros a propuesta del presidente del Gobierno y tienen su sede en la localidad donde radique el Consejo de Gobierno autonómico, salvo que el Consejo de Ministros determine otra cosa y sin perjuicio de lo que disponga expresamente el Estatuto de autonomía.

## Delegados del Gobierno por autonomía

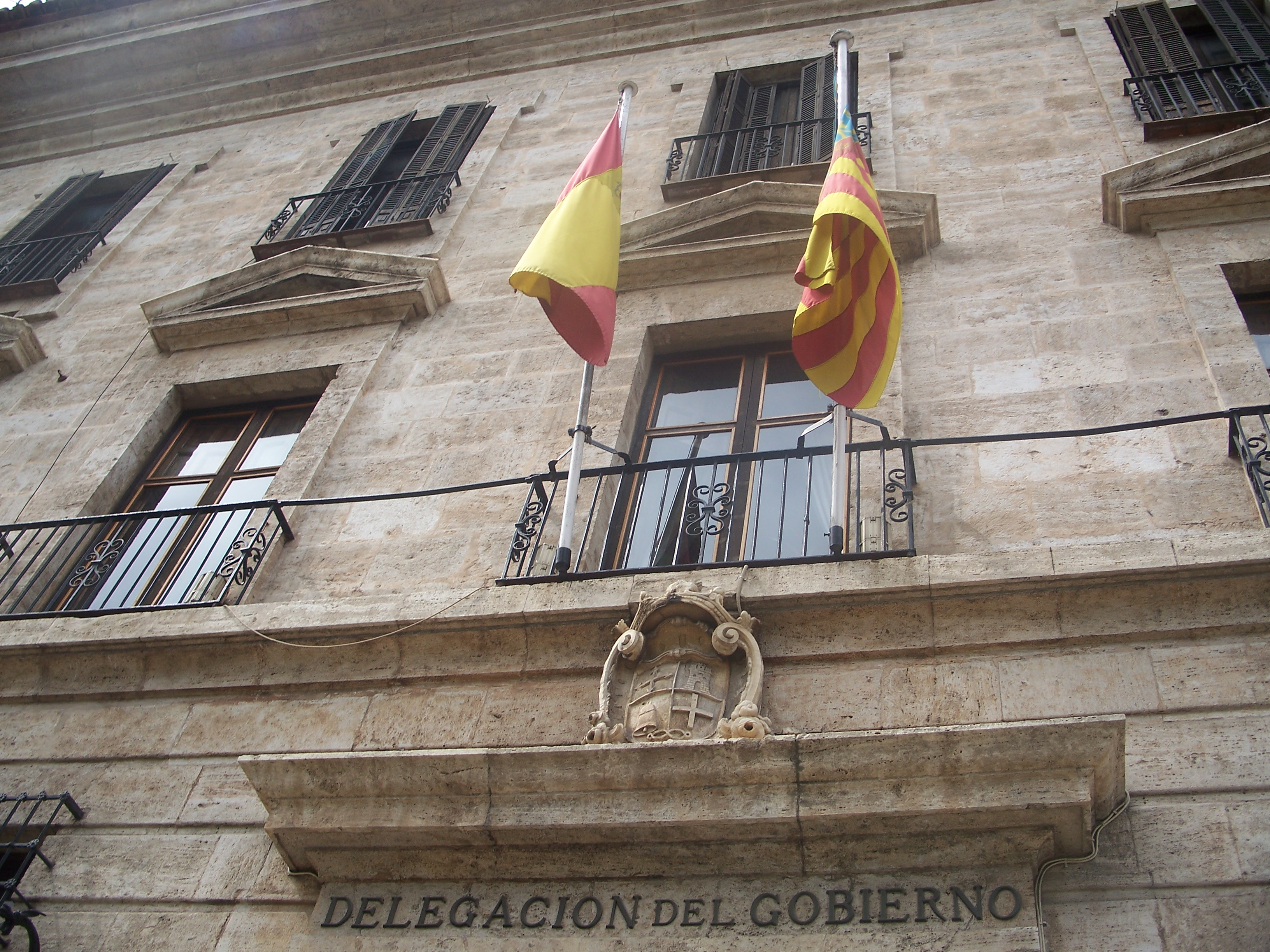
Sede de la Delegación del Gobierno en la Comunidad Valenciana (Valencia).

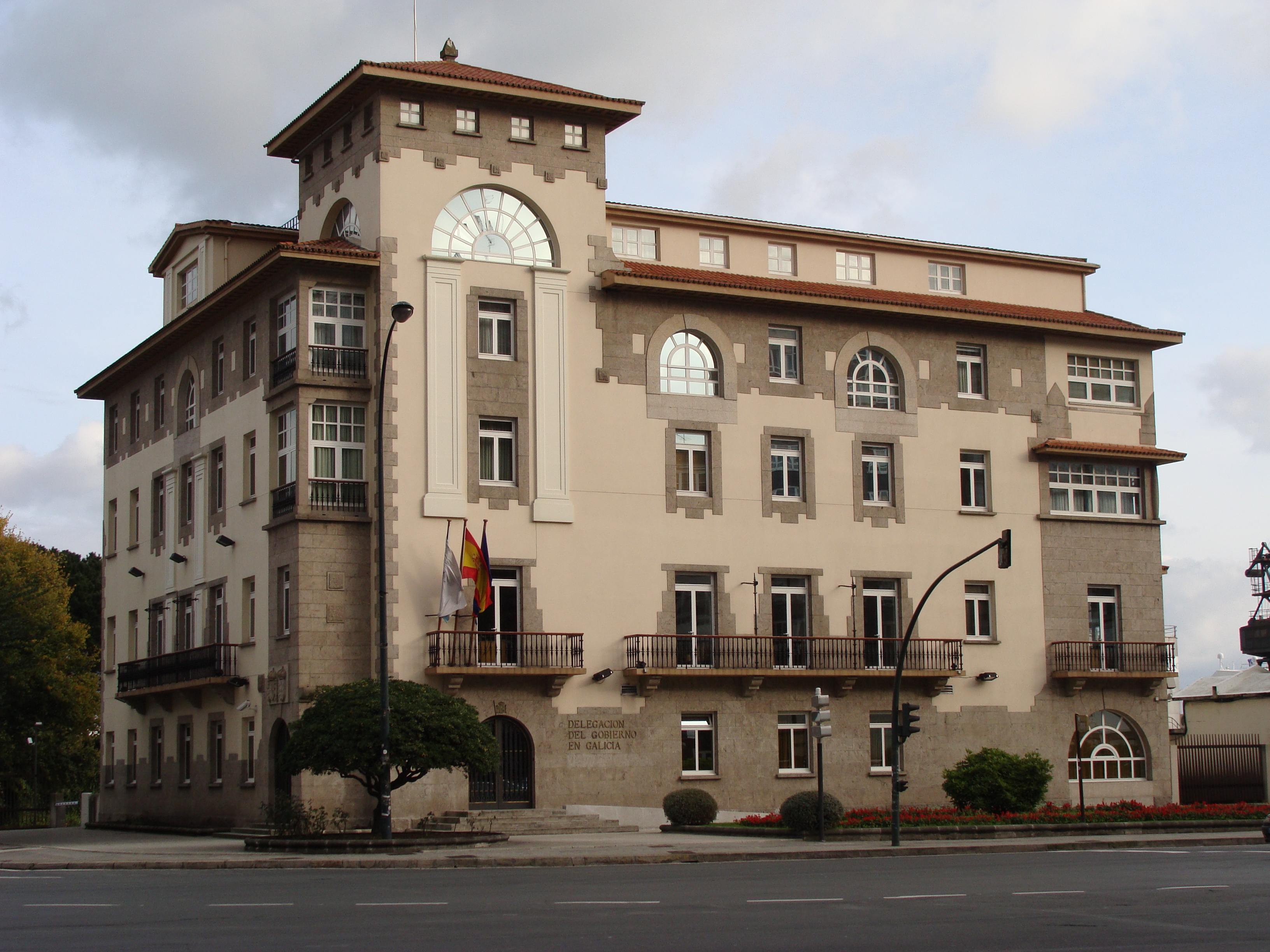
Sede de la Delegación del Gobierno en Galicia (La Coruña).

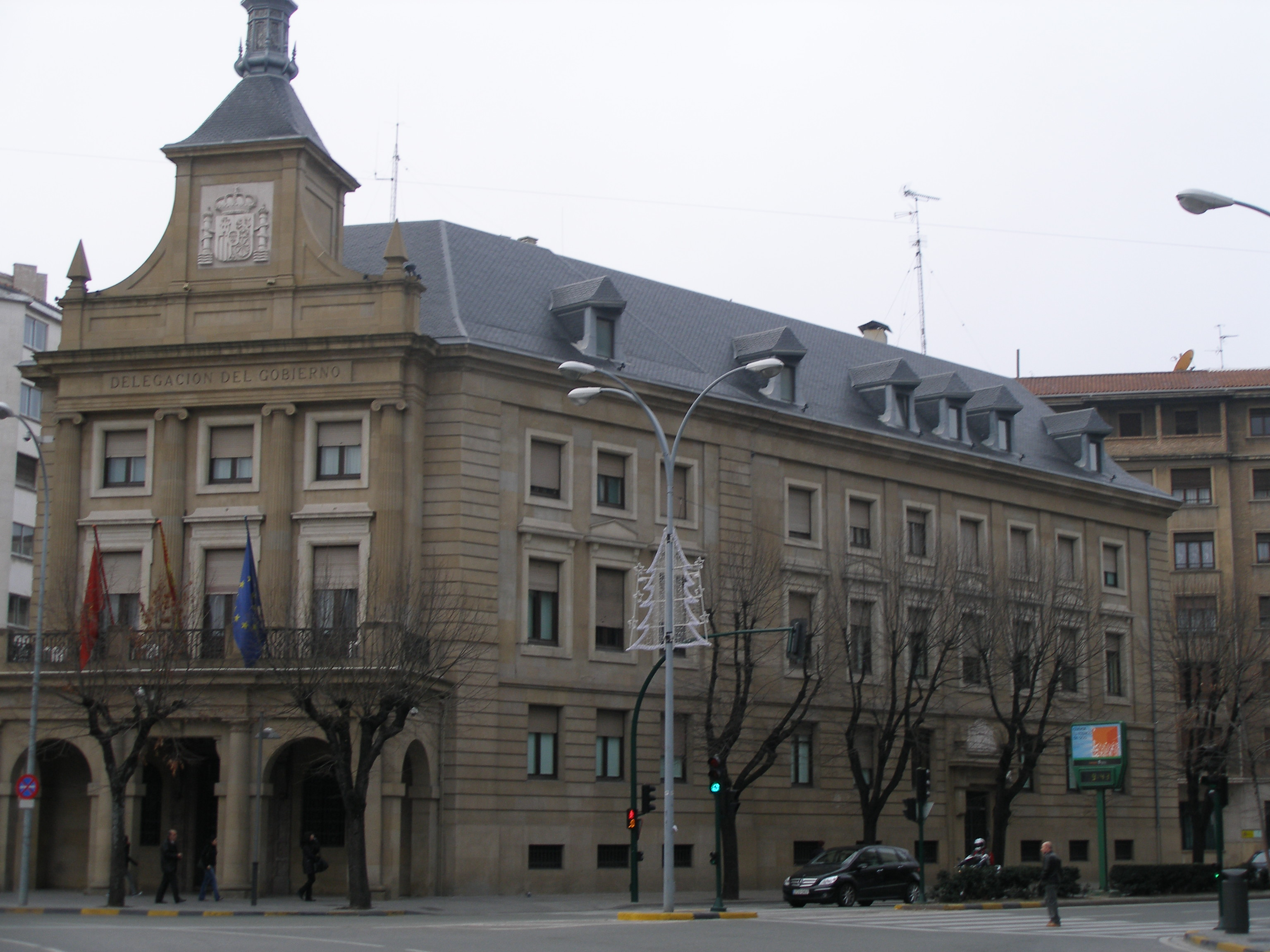
Sede de la Delegación del Gobierno en Navarra (Pamplona).

| Delegados del Gobierno de España en las Comunidades Autónomas |                            |                                  |
| Comunidad autónoma                                            | Sede                       | Delegado/a del Gobierno          |
| Andalucía                                                     | Sevilla                    | Pedro Fernández Peñalver         |
| Aragón                                                        | Zaragoza                   | Fernando Ángel Beltrán Blázquez  |
| Canarias                                                      | Las Palmas de Gran Canaria | Anselmo Francisco Pestana Padrón |
| Cantabria                                                     | Santander                  | Pedro Casares Hontañón           |
| Castilla-La Mancha                                            | Toledo                     | Milagros Tolón Jaime             |
| Castilla y León                                               | Valladolid                 | Nicanor Jorge Sen Vélez          |
| Cataluña                                                      | Barcelona                  | Carlos Prieto Gómez              |
| Comunidad de Madrid                                           | Madrid                     | Francisco Martín Aguirre         |
| Navarra                                                       | Pamplona                   | Alicia Echeverría Jaime          |
| Comunidad Valenciana                                          | Valencia                   | María Pilar Bernabé García       |
| Extremadura                                                   | Badajoz                    | José Luis Quintana Álvarez       |
| Galicia                                                       | La Coruña                  | Pedro Blanco Lobeiras            |
| Islas Baleares                                                | Palma de Mallorca          | Alfonso Luis Rodríguez Badal     |
| La Rioja                                                      | Logroño                    | Beatriz Arraiz Nalda             |
| País Vasco                                                    | Vitoria                    | María Soledad Garmendia Beloqui  |
| Principado de Asturias                                        | Oviedo                     | Adriana Lastra Fernández         |
| Región de Murcia                                              | Murcia                     | María Dolores Guevara Cava       |
| Ciudades Autónomas                                            |                            |                                  |
| Ceuta                                                         | Ceuta                      | Cristina Pérez Valero            |
| Melilla                                                       | Melilla                    | Sabrina Moh Abdelkader           |